# Наколешка джамия
Наколешката джамия (на македонска литературна норма: Наколешка џамија) е мюсюлмански храм от XIX век в преспанското село Наколец, Северна Македония.
Джамията е разположена в западния край на селото. Няма данни за времето на изграждането ѝ, но се предполага, че е от първата половина на XIX век. Храмът е обновен 1995 година. В двора на джамията има гробове с плочи, изписани с арабица.